# Eduardo Serra
Eduardo Martins Serra (* 2. Oktober 1943 in Lissabon) ist ein portugiesisch-französischer Kameramann und Filmregisseur.

## Leben
Eduardo Serra wurde 1943 in Lissabon geboren. Er studierte von 1960 bis 1963 Ingenieurwissenschaften am renommierten Instituto Superior Técnico (IST) der Technischen Universität von Lissabon. Von 1964 bis 1966 ließ sich Serra als Kameramann an der Pariser Filmhochschule École Louis Lumière ausbilden und studierte Archäologie und Kunstgeschichte an der Sorbonne. 1970 erlangte er die französische Staatsbürgerschaft Seine Karriere im französischen Kino begann er 1973 als Kameraassistent an Philippe Labros Komödie L’Héritier, bei der er mit Kameramann Jean Penzer zusammenarbeitete. Nach seinem auf 16-mm-Film inszenierten Regiedebüt Um aniversário (1976) konzentrierte sich Serra auf die Kameraarbeit und war an den Dreharbeiten von Coline Serreaus Tragikomödie Warum nicht! (1977) und Claude Zidis Louis-de-Funès-Komödie Der Querkopf (1978) als Kameraschwenker beteiligt. Hier waren Jean-François Robin und Claude Renoir seine Mentoren. Nach der Arbeit als erster Kameraassistent an Ariane Mnouchkines preisgekrönter Filmbiografie Molière folgte in selbiger Position die Zusammenarbeit mit Regisseur Patrice Leconte an dessen erfolgreicher Komödie Die Strandflitzer (1978). Für Leconte, mit dem er im Verlauf seiner Karriere mehrfach zusammenarbeiten sollte, war er auch ein Jahr später als Kameraassistent an der Fortsetzung Sonne, Sex und Schneegestöber (1979) involviert.
Anfang der 1980er-Jahre etablierte sich Eduardo Serra in Frankreich mit Filmen wie Michel Blancs Regiedebüt Zwei Fische auf dem Trockenen (1984) oder Patrice Lecontes Kriminalfilm Die Spezialisten (1985) als Kameramann. Seinen Durchbruch feierte er jedoch erst 1990 mit Lecontes Drama Der Mann der Friseuse, das auf Kindheitserinnerungen des Regisseurs beruht. Die Geschichte um einen Jungen der sich im Erwachsenenalter seinen sehnlichsten Wunsch erfüllt, die Ehe mit einer sinnlichen Friseurin, war sowohl in Frankreich als auch international Erfolg bei den Kritikern beschieden. Die New York Times lobte das Werk für seinen bedachten visuellen Stil, bei dem sich Serra u. a. an Fotografien von Joel Meyerowitz orientiert und am Filmset in Südfrankreich 400 Leuchtstoffröhren installiert hatte. Für seine Leistung wurde er 1991 für den wichtigsten französischen Filmpreis, den César, als bester Kameramann nominiert, unterlag jedoch Pierre Lhomme (Cyrano von Bergerac). Leconte setzte Serra danach auch für seine folgenden Filme Tango Mortale (1993), Das Parfum von Yvonne (1994), Die Witwe von Saint-Pierre (2000) und Intime Fremde (2004) ein, mit denen er sein Talent, das Licht als ein erzählerisches Element einzusetzen, unter Beweis stellen konnte. Claude Chabrol verpflichtete ihn für seine Dramen Das Leben ist ein Spiel (1997), Die Farbe der Lüge (1999), Die Blume des Bösen (2002), Die Brautjungfer (2004) und Geheime Staatsaffären (2006). Mit Filmen wie Vincent Wards Flucht aus dem Eis (1992) und Hinter dem Horizont (1998), Peter Chelsoms Komödie Funny Bones – Tödliche Scherze (1995) oder M. Night Shyamalans Thriller Unbreakable – Unzerbrechlich (2000) war er auch für Bilder in internationalen Filmproduktionen verantwortlich. Den größten Erfolg hatte Serra jedoch mit Historienfilmen. Nachdem er 1996 für Michael Winterbottoms Drama Herzen in Aufruhr auf dem polnischen Kamerafestival Camerimage mit dem Silbernen Frosch geehrt worden war, gewann er 1998 für Iain Softleys Wings of the Dove – Die Flügel der Taube (1997) den British Academy Film Award (BAFTA Award) und eine Oscar-Nominierung. Die Henry-James-Verfilmung mit Helena Bonham Carter in der Hauptrolle ging einher mit Serras Arbeitsweise, bei der er sich dem natürlichen Licht annimmt und es verstärkt bzw. unterstreicht, so geschehen bei den Nachtszenen, in denen er auf das übliche bläuliche Gegenlicht verzichtete. An diesen Erfolg anzuknüpfen gelang ihm 2003 mit Peter Webbers Drama Das Mädchen mit dem Perlenohrring. Für das filmische Wiederaufleben der Epoche Jan Vermeers, die er u. a. mit Hilfe des Cinemascope-Verfahrens in die kühleren Farben aus dessen Spätwerk, in Blau und Ocker tauchte, gewann er den Europäischen Filmpreis und wurde ein weiteres Mal für den Oscar und den BAFTA Award nominiert.
Neben der Arbeit im Film wirkte Eduardo Serra auch an Fernsehproduktionen und an Werbespots von u. a. Nick Hamm, Patrice Leconte, Kevin Maloney und Harold Zwart mit. 1997 erschien er in Piotr Lazarkiewicz’ Dokumentation Wiecej swiatka. Festiwal Operatorów Filmowych Camerimage ’97, während er von 1996 bis 1998 Präsident der Association Française des directeurs de la photographie Cinématographique (AFC), der Vereinigung der französischen Kameraleute, war. Serra ist außerdem seit 1999 Ehrenmitglied der Associação de Imagem Cinema (AIP), der Vereinigung der portugiesischen Kameraleute. 2002 wurde er für seine ausgezeichneten Referenzen Mitglied der American Society of Cinematographers und darf seitdem das Kürzel A.S.C. im Namen tragen. Anfang Juni 2004 wurde Serras Verdienste von dem damaligen portugiesischen Präsidenten Jorge Sampaio mit dem angesehenen portugiesischen Verdienstkreuz, dem Ordem do Infante D. Henrique, gewürdigt. Drei Jahre später erhielt der „herausragende […] Lichtkünstler des europäischen Gegenwartskinos“, mit dem Marburger Kamerapreis die wichtigste medienwissenschaftliche Auszeichnung für Kameraleute in Deutschland.

## Filmografie

### Kamera (Auswahl)
- 1983: Der Leibwächter (Le garde du corps)
- 1983: Ohne Schatten von Sünde
- 1984: Zwei Fische auf dem Trockenen (Marche à l’ombre)
- 1985: Die Spezialisten (Les Spécialistes)
- 1988: A Mulher do Próximo
- 1990: O Processo do Rei
- 1990: Der Mann der Friseuse (Le Mari de la coiffeuse)
- 1991: Schattenwelt (Lapse of Memory)
- 1992: Das Zebra (Le Zèbre)
- 1992: Flucht aus dem Eis (Map of the Human Heart)
- 1993: Tango Mortale (Tango)
- 1994: Das Parfum von Yvonne (Le Parfum d’Yvonne)
- 1995: Funny Bones – Tödliche Scherze (Funny Bones)
- 1996: Herzen in Aufruhr (Jude)
- 1997: Wings of the Dove – Die Flügel der Taube (The Wings of the Dove)
- 1997: Das Leben ist ein Spiel (Rien ne va plus)
- 1998: Hinter dem Horizont (What Dreams May Come)
- 1999: Die Farbe der Lüge (Au cœur du mensonge)
- 2000: Die Witwe von Saint-Pierre (La Veuve de Saint-Pierre)
- 2000: Unbreakable – Unzerbrechlich (Unbreakable)
- 2002: Die Blume des Bösen (La Fleur du mal)
- 2002: O Delfim
- 2003: Das Mädchen mit dem Perlenohrring (Girl with a Pearl Earring)
- 2004: Intime Fremde (Confidences trop intimes)
- 2004: Die Brautjungfer (La Demoiselle d’honneur)
- 2004: Beyond the Sea – Musik war sein Leben (Beyond the Sea)
- 2005: Tortur d’amour – Auf immer und ledig (Il ne faut jurer de rien!)
- 2006: Geheime Staatsaffären (L’Ivresse du pouvoir)
- 2006: Blood Diamond
- 2007: Die zweigeteilte Frau (La Fille coupée en deux)
- 2007: Fados
- 2008: Defiance – Für meine Brüder, die niemals aufgaben (Defiance)
- 2009: Kommissar Bellamy (Bellamy)
- 2010: Harry Potter und die Heiligtümer des Todes – Teil 1 (Harry Potter and the Deathly Hallows: Part 1)
- 2011: Harry Potter und die Heiligtümer des Todes – Teil 2 (Harry Potter and the Deathly Hallows: Part 2)
- 2013: Ein Versprechen (A Promise)

### Regie
- 1975: Um aniversário
- 1982: Rink-Hockey (Dokumentation)

## Auszeichnungen
Oscar
- 1998: nominiert in der Kategorie Beste Kamera für Wings of the Dove – Die Flügel der Taube
- 2004: nominiert in der Kategorie Beste Kamera für Das Mädchen mit dem Perlenohrring

British Academy Film Award
- 1998: Beste Kamera für Wings of the Dove – Die Flügel der Taube
- 2004: nominiert in der Kategorie Beste Kamera für Das Mädchen mit dem Perlenohrring

César
- 1991: nominiert in der Kategorie Beste Kamera für Der Mann der Friseuse

Europäischer Filmpreis
- 2004: Beste Kamera für Das Mädchen mit dem Perlenohrring

### Weitere
Australian Film Institute
- 1993: nominiert in der Kategorie Beste Kamera für Flucht aus dem Eis

British Society of Cinematographers
- 1998: nominiert in der Kategorie Beste Kamera für Wings of the Dove – Die Flügel der Taube

Camerimage
- 1996: Silberner Frosch, nominiert für den Goldenen Frosch für Herzen in Aufruhr
- 2003: Bronzener Frosch, nominiert für den Goldenen Frosch für Das Mädchen mit dem Perlenohrring

Central Ohio Film Critics
- 2004: Beste Kamera für Das Mädchen mit dem Perlenohrring

Chlotrudis Awards
- 2005: nominiert in der Kategorie Beste Kamera für Das Mädchen mit dem Perlenohrring

Los Angeles Film Critics Association Awards
- 2004: Beste Kamera für Das Mädchen mit dem Perlenohrring

Marburger Kamerapreis
- 2007: Marburger Kamerapreis

Online Film Critics Society Awards
- 2004: nominiert in der Kategorie Beste Kamera für Das Mädchen mit dem Perlenohrring

San Diego Film Critics Society Awards
- 2003: Beste Kamera für Das Mädchen mit dem Perlenohrring

San Sebastián International Film Festival
- 2003: Beste Kamera für Das Mädchen mit dem Perlenohrring

Satellite Awards
- 2004: nominiert in der Kategorie Beste Kamera für Das Mädchen mit dem Perlenohrring

## Schriften
- Eduardo Henrique Serra Brandão: Um novo direito do mar. Schriftenreihe des Comissão Permanente de Acção Cultural, Edições culturais da Marinha, Lissabon 1984, 134 S.